# Hello (singel Christiny Aguilery)
Hello – piosenka popowa wykonywana przez amerykańską wokalistkę Christinę Aguilerę, a wyprodukowana przez Heather Holley i Roberta „Roba” Hoffmana. Utwór nagrano i wydano w 2004 roku celem promocji nowego modelu auta Mercedes-Benz klasy A, na rynek wprowadzonego latem 2004. Jego premiera przypadła na 28 czerwca 2004.

## Informacje o utworze
Piosenka, gatunkowo stanowiąca hybrydę muzyki pop, soulu i bluesa, napisana została przez samą Christinę Aguilerę, a także Heather Holley i Roberta „Roba” Hoffmana. Nagranie powstało w pracowni Elicit Music Studios w Nowym Jorku, w pierwszej połowie 2004 roku. Początkowo wytwórnia RCA Records planowała wydać utwór jako oficjalny singel Aguilery. Z idei tej zrezygnowano z powodu prac wszczętych nad albumem artystki Back to Basics (2006). „Hello” nie zawarto na żadnym formalnym wydawnictwie płytowym.

### Kampania reklamowa Follow Your Star
W 2004 roku właściciel praw do marki Mercedes-Benz zaproponował Christinie Aguilerze współpracę, prosząc ją o pozostanie „twarzą” spółki akcyjnej DaimlerChrysler AG, co miało na celu pomóc w promocji modelu Mercedes-Benz W169. Według spółki, wokalistka od razu wyraziła zainteresowanie współpracą. Wkrótce podpisała umowę z kolaborantami i przyznano jej prawa do pobrania odpowiednich odsetków z kampanii. To w ramach tejże nagrano utwór „Hello”. W czerwcu 2004 Mercedes-Benz stworzył dla modelu W169 stronę internetową o charakterze reklamowym, a także zorganizował mnóstwo imprez na całym świecie, między innymi w Mediolanie, w zamku Castello Sforzesco. W imprezach tych uczestniczyła Aguilera. Kampania obejmowała również telewizyjne spoty reklamowe, w których udział wzięli Giorgio Armani, Boris Becker i Aguilera. Kampanii reklamującej model W169 nadano nazwę Follow Your Own Star (z ang. podążaj za własną gwiazdą). „Klasa samochodu i jego prestiż podkreślają znaczenie wiary w sukces. Christinie Aguilerze również znana jest ta filozofia – ona naprawdę podążyła za swoją gwiazdą. Nikt nie mógłby przenieść tego motta do świata muzyki tak dobrze, jak ona” – powiedział J. Justus Schneider, dyrektor do spraw globalnego marketingu i komunikacji firm Mercedes-Benz i Maybach.

## Wydanie singla
Promocyjny singel wydano 28 czerwca 2004. Wcześniej, na początku miesiąca, witryna Follow Your Own Star udostępniła internautom wersję instrumentalną nagrania. Wydawnictwo notowane było na listach przebojów w Niemczech, Włoszech i Meksyku. We Włoszech singel uplasował się w czołowej dziesiątce najpopularniejszych przebojów radiowych (pozycja szósta). Promo CD utworu „Hello” zawierało także dance’owy remiks autorstwa Jorge’a Jaramillo.

## Opinie
Zdaniem redaktorów strony internetowej the-rockferry.onet.pl, „Hello” to jedna z najlepszych kompozycji nagranych przez Aguilerę w latach 1997–2010.

## Wykonania koncertowe
10 września 2004 roku występ Aguilery z piosenką „Hello” uświetnił koncert promocyjny marki Mercedes-Benz w Monachium. Utwór wykonano też w Mediolanie.

## Lista utworów singla
Singel promocyjny
1. „Hello” (Follow Your Own Star) – 3:44
2. „Hello” (Dance Floor Mix) – 3:46

## Twórcy
| - Główne wokale: Christina Aguilera - Producent: Heather Holley, Rob Hoffman - Autor: Christina Aguilera, Heather Holley, Rob Hoffman - Inżynier dźwięku i mixer: Rob Hoffman - Asystent inżyniera dźwięku: Phil Roland - Bęben: Curt Bisquera | - Bas: John Pierce - Gitara: Michael Landau - Keyboard: Rob Hoffman, Heather Holley - Pozostałe instrumenty: Benny Chadwick, Jeremy Keeler, Tim McNair - Wokale wspierające: Christina Aguilera, Heather Holley - Mastering: Doug Sax, Robert Hadley, Dave Darlington |

## Pozycje na listach przebojów
| Kraj   | Notowanie (2004)       | Wydawca              | Najwyższa pozycja |
| ------ | ---------------------- | -------------------- | ----------------- |
| Meksyk | Official Singles Chart | IFPI                 | 99                |
| Meksyk | Top 50 Pop Singles     | IFPI                 | 29                |
| Niemcy | Top 100 Singles        | Media Control Charts | 30                |
| Włochy | Milán Top 40 Singles   | FIMI                 | 38                |
| Włochy | Top 100 Airplay        | FIMI                 | 6                 |
| Włochy | Top 50 Singles         | FIMI                 | 12                |